# The Gulf Between
The Gulf Between, dirigida per Wray Physioc, fou la quarta pel·lícula en color de la Història i la primera rodada amb Technicolor l'any 1917. Amb una duració d'una hora i deu minuts (7 rolles de pel·lícula), utilitza la tècnica anomenada "Procés 1", que consisteix en la utilització d'un prisma que separa la llum en dos feixos polaritzats, de forma que dos marcs d'una tira de pel·lícula en blanc i negre es fotografiïn alhora, cada un situat darrere un prisma d'un color diferent (vermell o verd). Actualment considerada perduda, fou destruïda l'any 1961 a causa d'un incendi. Els pocs fragments que es conserven actualment es troben a la biblioteca Margaret Herrick, a la George Eastman House i al museu Smithsonian. Tot i alguns comentaris positius pel que fa a la manera en què s'havien capturat els colors a la pel·lícula (particularment els cabells de la protagonista i una posta de Sol), els crítics van parlar de flaixos vermells i verds, de l'estranya intensitat i brillantor d'alguns objectes i de mal d'ulls.

## Sinopsi
La pel·lícula, basada en una història d'Anthony Kelly ("The Little Skipper") explica la història de la Marie, interpretada per l'actriu Grace Darmond, una nena perduda els pares de la qual creuen que va morir ofegada. Tanmateix, és adoptada per un contrabandista, el capità Flagg (Charles Brant). Els seus pares decideixen adoptar un noi (Niles Welch) per superar la seva pèrdua. Anys més tard, intenten que s'enamori d'una altra noia, però ell coneix a Marie, a qui el capità Flagg ha enviat a viure amb la seva germana, i s'enamoren. Els pares intenten evitar-ho, però acaben casant-se amb l'ajuda del capità Flagg, que durant una reunió amb els pares, s'adona de la veritable identitat de la seva filla adoptiva en veure una fotografia d'ella de nadó. El capità, aleshores, explica la seva història i la parella passa la lluna de mel al seu vaixell.

## Repartiment[4]
- Grace Darmon ............. Marie
- Niles Welch ............. Richard Farrell
- Herbert Fortier ............ Robert Farrell
- Charles Brandt ............. Capità Flagg
- George Carlton ............. Dutch
- Joseph Daily ............. Cuiner
- Caroline Harris ............. Mrs. Farrell
- Virginia Lee ............. Millicent Dunston
- Violet Axzelle ............... Marie (de nena)
- J. Noa ................ Pete

## Precedents en l'ús de color
Tot i que la majoria alguns dels cineastes dels inicis, com Méliès, pintaven manualment les seves pel·lícules o tenyien escenes de colors diferents per obtenir una determinada atmosfera, abans del rodatge de "The Gulf Between", ja existia una tècnica per rodar-les directament en color anomenada Kinemacolor, inventada per George Albert Smith. El principi darrere d'aquesta era el mateix que utilitzaria Technicolor: l'ús de filtres verds i vermells alternats. Prèviament s'havia intentat utilitzar tres filtres de colors diferents, però no va funcionar i per això es van reduir a vermell i verd, tot i que això suposava limitar l'espectre de colors. Per solucionar-ho, George Albert Smith (l'home que va patentar l'invent) va proposar la utilització d'un filtre blau o violeta als focus utilitzats durant el rodatge. La pel·lícula va ser filmada amb l'objectiu de demostrar la viabilitat de la tècnica
Tots aquests procediments eren extremadament cars.

## Experiments posteriors
Després de "The Gulf between, els cineastes van seguir perseguint el color en les seves obres. Al llarg de la dècada dels vint, sobretot, i hi va haver molts intents, dels quals molt pocs s'han conservat, com per exemple "The Black Pirate" de Douglas Fairbanks. El problema principal a què s'enfrontaven era que el mètode de dos colors utilitzat no permetia representar els colors blaus, grocs o liles, però en canvi, mostrava uns verds molt brillants. Tanmateix, no ho aconseguirien fins als anys trenta i no esdevindria l'estàndard fins ben entrats els cinquanta.

## Localització
La pel·lícula va ser rodada a Jacksonville, Florida, l'any 1916, ja que filmar amb Technicolor suposava haver d'utilitzar llum natural molt forta i Jacksonville era conegut pel seu temps meteorològic. Les escenes d'interior també varen ser rodades en escenaris sense sostre, per intentar aconseguir el màxim de llum possible.